# 安-瑪莉現場演出列表
英國創作歌手安-瑪莉出道至今舉辦了一場巡迴演唱會，以及在不同電視節目和頒獎典禮中演出。2017年至2018年期間，她於紅髮艾德的÷巡迴演唱會擔任歐洲及北美洲場次的開場嘉賓。2018年，為宣傳其出道專輯《說出你的想法》舉行首場巡迴演唱會，巡演地區包括北美洲、歐洲、澳洲及亞洲，並於2019年在倫敦結束。

## 個人巡迴演唱會

### 說出你的想法巡迴演唱會
| 舉辦日期                      | 相關專輯     | 地區                  | 場次 | 收入 | 觀賞人數 | 演出曲目 | 來源              |
| 2018年8月18日 – 2019年6月12日 | 說出你的想法 | 北美洲 歐洲 澳洲 亞洲 |      | 待查 | 待查     | 演出曲目 1. 壞女友 2. 哭泣 3. 說做就做 4. 沉重 5. 對我來說完美 6. 分手的引信 7. 再見掰掰 8. 能拿到你的電話號碼嗎 9. 別離開我 10. 警鈴 11. 之後 12. 2002 13. 乖乖睡 14. 只是朋友 | [ 3 ] [ 4 ] [ 5 ] |